# Angus Cameron
Pour les articles homonymes, voir Cameron.
Angus Cameron (4 juillet 1826 – 30 mars 1897) est un homme politique américain, sénateur pour le Wisconsin de 1875 à 1885.

## Biographie
Angus Cameron est né le 4 juillet 1826 à Caledonia dans l'État de New York. Il étudie le droit à Buffalo puis à Ballston Spa et est admis au barreau en 1853.
En 1857, Cameron s'installe à La Crosse dans le Wisconsin puis sert au Sénat du Wisconsin de 1863 à 1864 puis de 1871 à 1872, ainsi qu'à l'Assemblée de l'État de 1866 à 1867. Il est ensuite élu au Sénat des États-Unis de 1875 à 1885 sous les couleurs du Parti républicain.
Il reprend ensuite la pratique du droit à La Crosse où il meurt le 30 mars 1897.